# Безпечна (Білоцерківський район)
Безпе́чна — село в Україні, у Сквирській міській громаді Білоцерківського району Київської області. Населення становить 386 осіб.

## Населення

### Мова
Розподіл населення за рідною мовою за даними перепису 2001 року:
| Мова       | Кількість | Відсоток |
| ---------- | --------- | -------- |
| українська | 381       | 98.7%    |
| російська  | 5         | 1.3%     |
| Усього     | 386       | 100%     |

## Пам'ятки
- Костел Св. Ізидора (1912—1915). Пам'ятка архітектури.

## Видатні уродженці
- Лисенко Іван Петрович — український радянський діяч.
- Щипська Тамара Миколаївна (1945—2001) — працівниця сільського господарства України, трактористка.

| Україна | Це незавершена стаття з географії України. Ви можете допомогти проєкту, виправивши або дописавши її. |

1. ↑  Рідні мови в об'єднаних територіальних громадах України — Український центр суспільних даних